# 빔 키프트
빌럼 ("빔") 코르넬리스 니콜라스 키프트(네덜란드어: Willem ("Wim") Cornelis Nicolaas Kieft, 1962년 11월 12일, 네덜란드 암스테르담 ~ )는 네덜란드의 전 축구 선수로, 선수 시절 포지션은 공격수였다.
키프트는 1979년 아약스에서 선수 생활을 시작하였다. 1981-82 시즌 네덜란드 에레디비시 득점왕이 되어 유럽 골든 슈에 선정되었고, 1982년 8월 19세 9개월 16일 (최연소 기록)이라는 나이에 리그 경기에서 50골을 기록하였다. 1983년까지 4년간 아약스 소속으로 뛰면서 3번의 리그 우승을 경험하였으며, 1983년 1981-82 시즌 세리에 A에 승격한 피사 칼초(A.C. Pisa 1909 S.S.D.)로 이적하였다. 하지만 피사는 머지 않아 세리에 B로 강등되었으며, 1985-86 시즌 다시 피사를 승격시키고, 같은 해 토리노로 이적하였다. 토리노에서 1년간 뛴 뒤, 네덜란드의 PSV 에인트호번으로 이적하였고, 1990-91 시즌 지롱댕 보르도에서 선수 생활을 하였으며 PSV 에인트호번에서 활약하였다.
네덜란드 축구 국가대표팀에서는 42경기에 출전해 11골을 넣었으며, 동시대의 프랑크 레이카르트, 욘 판트 시프 (John van 't Schip), 마르코 판 바스턴, 헤랄트 파넨뷔르흐 (Gerald Vanenburg) 와 같은 젊은 선수들과 네덜란드 대표팀, 아약스, 에인트호번에서 걸출한 활약을 펼쳤다. 네덜란드 대표로 UEFA 유로 1988, 1990년 FIFA 월드컵, UEFA 유로 1992에 출전한 바 있으며, 2004년에 선수에서 은퇴하였다. 2009년 자신이 뛰었던 PSV 에인트호번의 리저브팀 코치가 되었다.